# Hans Pringsheim
Hans Pringsheim (*  31. Dezember 1876 in Oppeln / Oberschlesien; † 20. Oktober 1940 in Genf) war ein deutscher Chemiker und trat vor allem auf dem Gebiet der Zuckerchemie hervor.

## Leben
Hans Pringsheim entstammte der deutsch-jüdischen Kaufmannsfamilie Pringsheim aus Schlesien. Er war der Sohn des  Eisenbahnunternehmers (Vollspurbahnen) Hugo Pringsheim (1845–1915) und der Hedwig Johanna Heymann (1856–1938). Seine jüngeren Brüder waren der Botaniker Ernst Georg (1881–1970) und der Historiker Fritz Pringsheim (1882–1967).
Seit 1921 war er Professor für Chemie an der Universität Berlin. Er emigrierte 1933 nach Paris und arbeitete seit 1936 in Genf in einem privaten Laboratorium.

## Hauptwerke
- Die Polysaccharide, 1919
- Zuckerchemie, 1925

## Weblink
- Prof. Dr. Hans Pringsheim - Ein vergessener Biochemiker. Center of Jewish History